# Elevação continental
Elevações continentais ou sopés continentais ocorrem na base dos taludes continentais, entre as profundidades de 3000 a 5000 metros, e apresenta declives intermediários entre os observados nas plataformas e taludes continentais. São formadas pelos sedimentos depositados na base do talude.